# 240381 Emilchyne
240381 Emilchyne è un asteroide della fascia principale. Scoperto nel 2003, presenta un'orbita caratterizzata da un semiasse maggiore pari a 2,5765369 UA e da un'eccentricità di 0,0703932, inclinata di 1,27637° rispetto all'eclittica.